# A Million Little Things
A Million Little Things je americký dramatický televizní seriál stanice ABC, jehož tvůrcem je DJ Nash. Seriál je produkován společnostmi ABC Signature a Kapital Entertainment. V hlavních rolích se objevili David Giuntoli, Romany Malco, Allison Miller, Christina Moses, Christina Ochoa, Grace Park, James Roday Rodriguez, Stéphanie Szostak, Tristan Byon, Lizzy Greene, Chance Hurstfield a Floriana Lima. Pilotní díl seriálu byl objednán stanicí ABC v srpnu 2017 a první řada v květnu 2018; premiéru měla 26. září téhož roku. V květnu 2021 získal seriál čtvrtou řadu, jejíž premiéra se uskutečnila 22. září 2021.

## Synopse
Seriál se odehrává v Bostonu a zaměřuje se na úzký kruh lidí, jejichž kamarád spáchal sebevraždu. Každému z nich však dojde, že musí začít žít, aby se dokázali vyrovnat s jeho ztrátou.

## Obsazení

### Hlavní role
- David Giuntoli jako Eddie Saville: učitel hudby a otec na plný úvazek, který prožívá manželské problémy.[1]
- Romany Malco jako Rome Howard[2]
- Allison Miller jako Maggie Bloom: terapeutka.[3]
- Christina Moses jako Regina Howard: šéfkuchařka, která si chce otevřít vlastní restauraci.[4]
- Christina Ochoa jako Ashley Morales: Jonova asistentka.[5] (1. řada)
- Grace Park jako Katherine Kim: manželka Eddieho.[6][7]
- James Roday Rodriguez jako Gary Mendez: kamarád Eddieho, Roma a Jona, jenž přežil rakovinu prsu.[8]
- Stéphanie Szostak jako Delilah Dixon: Jonova manželka.[9][10] (1.–3. řada; 4. řada vedlejší)
- Tristan Byon jako Theo Saville: syn Eddieho a Kathrine.[11][12]
- Lizzy Greene jako Sophie Dixon: šestnáctiletá dcera Jona a Delilahy.[13]
- Chance Hurstfield jako Daniel „Danny“ Dixon: syn Jona a Deliliahy.[12] (2. řada–dosud; 1. řada vedlejší)
- Floriana Lima jako Darcy Cooper: Garyho nová přítelkyně[14] (3. řada; 2. a 4. řada vedlejší)

### Vedlejší role
- Ron Livingston jako Jonathan „Jon“ Dixon: úspěšný obchodník, který spáchal sebevraždu.[15] (2.–3. řada; 1. řada hostující)
- Constance Zimmer jako Jeri Huntington: radní. (1. řada)
- Bodhi Sabongui jako Elliot (1. řada; 2. řada hostující)
- Henderson Wade jako Hunter: spolupracovník Katherine. (1. řada)
- Sam Pancake jako Carter French
- Drea de Matteo jako Barbara Nelson (rozená Morgan): záhadná žena z Jonovi minulosti. (1.–2. řada)
- Chandler Riggs jako PJ Nelson: mladý muž, který se spřátelí s Romem. Později je odhaleno, že se jedná o syna Barbary Morganové.[16][17] (2. řada; 1. řada hostující)
- Melora Hardin jako Patricia Bloom: matka Maggie. (2. řada; 1. řada hostující)
- Rhys Coiro jako Mitch Nelson (2. řada; 1. řada hostující)
- Jason Ritter jako Eric: muž, který tvrdí, že získal srdce Maggie bratra při transplantaci. (2. řada)
- Lou Beatty Jr. jako Walter Howard (2. řada–dosud; 1. řada hostující)
- Ebboney Wilson jako Eve: mladá těhotná žena, která plánuje své dítě dát k adopci Romovi a Regině. (2. řada)
- Anna Akana jako Dakota (2. řada; 3. řada hostující)
- Chris Geere jako Jamie[18] (3. řada)
- Mattia Castrillo jako Liam (3.–4. řada)
- Adam Swain jako Tyrell (3. řada; 4. řada hostující)
- Andrew Leeds jako Peter Benoit (3.–4. řada)
- Karen Robinson jako Florence[19] (3. řada)
- Terry Chen jako Alan[20] (3. řada)
- Cameron Esposito jako Greta Strobe (4. řada)

### Hostující role
- Sam Huntington jako Tom: záhadný muž z Maggiiny minulosti.[21] (1. řada)
- Gerald McRaney (1. řada) a Paul Guilfoyle (2. řada) jako Lenny Farache: Delilah otec.
- L. Scott Caldwell jako Renee Howard (1.–2. řada)
- Romy Rosemont jako Shelly (1.–3. řada)
- James Tupper jako Andrew Pollock: investor restaurace Reginy a Deliliah. (1.–2. řada)
- Tyler Cody jako Jake Anderson (2.–3. řada)
- Marcia Gay Harden jako Alice: Garyho matka. (2. řada)
- Sutton Foster jako Chloe: Ericova zemřelá snoubenka. (2. řada)
- Olivia Steele Falconer jako Alex Stewart (2. řada)
- Gerard Plunkett jako Joseph Stewart (2.–3. řada)
- Betsy Brandt jako Colleen: sestra Eddieho přítelkyně ze střední školy (2. řada)
- Andrea Savage jako doktorka Stacy[22] (3. řada; 1. a 4. řada pouze hlas)
- Paul Rodriguez jako Javier Mendez[23] (3. řada)
- Ryan Hansen jako Camden[24] (4. řada)
- Azie Tesfai jako Cassandra[24] (4. řada)
- Mario Van Peebles jako Ronald[24] (4. řada)

## Seznam dílů

### První řada (2018–2019)
| Č. v seriálu | Č. v řadě | Původní název         | Režie              | Scénář                                          | Premiéra v USA     |
| ------------ | --------- | --------------------- | ------------------ | ----------------------------------------------- | ------------------ |
| 1            | 1         | Pilot                 | James Griffiths    | DJ Nash                                         | 26. září 2018      |
| 2            | 2         | Band of Dads          | James Griffiths    | DJ Nash                                         | 3. října 2018      |
| 3            | 3         | Save the Date         | Richard J. Lewis   | DJ Nash a David Marshall Grant                  | 10. října 2018     |
| 4            | 4         | Friday Night Dinner   | J. Miller Tobin    | Julia Cohen                                     | 17. října 2018     |
| 5            | 5         | The Game of Your Life | James Griffiths    | Jordan Hawley                                   | 24. října 2018     |
| 6            | 6         | Unexpected            | Nzingha Stewart    | DJ Nash a Ashley Sims                           | 31. října 2018     |
| 7            | 7         | I Dare You            | James Griffiths    | David Marshall Grant                            | 7. listopadu 2018  |
| 8            | 8         | Fight or Flight       | Ami Canaan Mann    | Tawnya Bhattacharya a Ali Laventhol             | 28. listopadu 2018 |
| 9            | 9         | Perspective           | Chris Koch         | DJ Nash a Jonathan Caren                        | 5. prosince 2018   |
| 10           | 10        | Christmas Whishlist   | Nina Lopez Corrado | Jordan Hawley a Chris Erric Maddox              | 12. prosince 2018  |
| 11           | 11        | Secrets and Lies      | James Griffiths    | Julia Cohen a Dante Russo                       | 17. ledna 2019     |
| 12           | 12        | The Day Before        | Silver Tree        | Ashley Sims                                     | 24. ledna 2019     |
| 13           | 13        | Twelve Seconds        | James Griffiths    | DJ Nash                                         | 31. ledna 2019     |
| 14           | 14        | Someday               | Richard J. Lewis   | David Marshall Grant                            | 7. února 2019      |
| 15           | 15        | The Rock              | James Griffiths    | Jordan Hawley a Tucker Cawley                   | 14. února 2019     |
| 16           | 16        | The Rosary            | Richard J. Lewish  | Tawnya Bhattacharya, Ali Laventhol a Julia Cohe | 21. února 2019     |
| 17           | 17        | Goodbye               | James Griffiths    | DJ Nash                                         | 28. února 2019     |

### Druhá řada (2019–2020)
| Č. v seriálu | Č. v řadě | Původní název         | Režie                    | Scénář                                  | Premiéra v USA     |
| ------------ | --------- | --------------------- | ------------------------ | --------------------------------------- | ------------------ |
| 18           | 1         | Coming Home           | Nina Lopez-Corrado       | DJ Nash                                 | 26. září 2019      |
| 19           | 2         | Grand Canyon          | Chris Koch               | DJ Nash a Geoffrey Nauffts              | 3. října 2019      |
| 20           | 3         | Mixed Signals         | Steve Robin              | David Marshall Grant                    | 10. října 2019     |
| 21           | 4         | The Perfect Storm     | Nina Lopez-Corrado       | Julia Cohen a Ashley Sims               | 17. října 2019     |
| 22           | 5         | Austin                | Eric Laneuville          | DJ Nash a Michelle Leibel               | 24. října 2019     |
| 23           | 6         | Unleashed             | Tessa Blake              | Lauren Bachelis a Christopher Luccy     | 31. října 2019     |
| 24           | 7         | Ten Years             | Robbie Duncan McNeill    | Chris Erric Maddox a Dante Russo        | 7. listopadu 2019  |
| 25           | 8         | Goodnight             | Kevin Tancharoen         | Mimi Won Techentin a Geoffrey Naufft    | 14. listopadu 2019 |
| 26           | 9         | Time Stands Sill      | Nina Lopez-Corrado       | DJ Nash a Michelle Leibel               | 21. listopadu 2019 |
| 27           | 10        | The Kiss              | Steve Robin              | David Marshall Grant                    | 23. ledna 2020     |
| 28           | 11        | We're the Howards     | Stacey K. Black          | Lauren Bachelis a Christopher Luccy     | 30. ledna 2020     |
| 29           | 12        | Guilty                | Pete Chatmon             | Julia Cohen a Ashley Sims               | 6. února 2020      |
| 30           | 13        | Daisy                 | Nina Lopez-Corrado       | Tucker Cawley a Dante Russo             | 13. února 2020     |
| 31           | 14        | The Sleepover         | Nicole RUbio             | Mimi Won Techentin a Chris Erric Maddox | 20. února 2020     |
| 32           | 15        | The Lunch             | Richard J. Lewis         | Geoffrey Nauffs a Katie Scheines        | 27. února 2020     |
| 33           | 16        | Change of Plans       | Daisy von Scherler Mayer | DJ Nash a Michelle Liebel               | 5. března 2020     |
| 34           | 17        | One Year Later        | Rebecca Asher            | David Marshall Grant a Julia Cohen      | 12. března 2020    |
| 35           | 18        | Mothers and Daughters | Nina Lopez-Corrado       | Tucker Cawley a Mimi Won Techentin      | 19. března 2020    |
| 36           | 19        | Till Death Do Us Part | Nina Lopez-Corrado       | DJ Nash                                 | 27. března 2020    |

### Třetí řada (2020–2021)
| Č. v seriálu | Č. v řadě | Původní název          | Režie              | Scénář                                            | Premiéra v USA     |
| ------------ | --------- | ---------------------- | ------------------ | ------------------------------------------------- | ------------------ |
| 37           | 1         | Hit & Run              | Nina Lopez-Corrado | DJ Nash a Michelle Leibel                         | 19. listopadu 2020 |
| 38           | 2         | Writings on the Wall   | Tessa Blake        | Terrence Coli a Geoffrey Nauffts                  | 3. prosince 2020   |
| 39           | 3         | Letting Go             | Nina Lopez-Corrado | David Marshall Grant a Elizabeth Laime            | 10. prosince 2020  |
| 40           | 4         | The Talk               | Tessa Blake        | Christopher Luccy a Nikita T. Hamilton            | 17. prosince 2020  |
| 41           | 5         | Non-essential          | Nina Lopez-Corrado | Ashley Sims a Gabriela Revilla Lugo               | 11. prosince 2021  |
| 42           | 6         | Miles Apart            | Tessa Blake        | DJ Nash a Michelle Leibel                         | 18. března 2021    |
| 43           | 7         | Timing                 | Nina Lopez-Corrado | David Marshall Grant a Katie Scheines             | 25. března 2021    |
| 44           | 8         | The Price of Admission | Tessa Blake        | Terrence Coli, Royale Watkins a Corey Deshon      | 1. dubna 2021      |
| 45           | 9         | The Lost Sheep         | Nina Lopez-Corrado | Christopher Luccy a Nikita T. Hamilton            | 7. dubna 2021      |
| 46           | 10        | Trust Me               | Tessa Blake        | DJ Nash a Elizabeth Laime                         | 14. dubna 2021     |
| 47           | 11        | Redefine               | Nicole Rubio       | Ashley Sims a Michelle Leibel                     | 21. dubna 2021     |
| 48           | 12        | Junior                 | Nina Lopez-Corrado | David Marshall Grant a Geoffrey Nauffts           | 5. května 2021     |
| 49           | 13        | Listen                 | Nicole Rubio       | Royale Watkins, Corey Deshon a Nikita T. Hamilton | 12. května 2021    |
| 50           | 14        | United Front           | Nina Lopez-Corrado | Terrence Coli a Elizabeth Laime                   | 19. května 2021    |
| 51           | 15        | Not Alone              | Nicole Rubio       | Christopher Luccy a Gabriela Revilla Lugo         | 26. května 2021    |
| 52           | 16        | No One Is to Blame     | Nina Lopez-Corrado | DJ Nash a Michelle Leibel                         | 2. června 2021     |
| 53           | 17        | Justice Part 1         | Nicole Rubio       | Elizabeth Laime a Terrence Coli                   | 9. června 2021     |
| 54           | 18        | Justice Part 2         | Nina Lopez-Corrado | DJ Nash                                           | 9. června 2021     |

### Čtvrtá řada (2021–2022)
| Č. v seriálu | Č. v řadě | Původní název             | Režie            | Scénář                                  | Premiéra v USA     |
| ------------ | --------- | ------------------------- | ---------------- | --------------------------------------- | ------------------ |
| 55           | 1         | Family First              | Joanna Kerns     | DJ Nash a Terrence Coli                 | 22. září 2021      |
| 56           | 2         | Not the Plan              | Joanna Kerns     | Elizabeth Laime a Michelle Leibel       | 29. září 2021      |
| 57           | 3         | Game Night                | John Fortenberry | Christopher Luccy a Nikita T. Hamilton  | 6. října 2021      |
| 58           | 4         | Pinocchio                 | Gina Lamar       | DJ Nash a Claudia Vaughan               | 13. října 2021     |
| 59           | 5         | Crystal Clear             | Joanna Kerns     | David Marshall Grant a Royale Watkins   | 27. října 2021     |
| 60           | 6         | Six Months Later          | David Warren     | DJ Nash a William H. Brown              | 3. listopadu 2021  |
| 61           | 7         | Stay                      | Tessa Blake      | Katie Scheines a Natalie Mercedes Smyka | 17. listopadu 2021 |
| 62           | 8         | The Things We Keep Inside | David Warren     | Christopher Luccy a Kristina Woo        | 1. prosince 2021   |
| 63           | 9         | Any Way the Wind Blows    | Joanna Kerns     | Terrence Coli a Elizabeth Laime         | 23. února 2022     |
| 64           | 10        | Surprise                  | David Warren     | DJ Nash                                 | 2. března 2022     |
| 65           | 11        | Piece of Cake             | Melanie Mayron   | Michelle Leibel                         | 9. března 2022     |
| 66           | 12        | Little White Lies         | David Warren     | Nikita T. Hamilton a William H. Brown   | 16. března 2022    |
| 67           | 13        | Fresh Start               | Joanna Kerns     | Elizabeth Laime a Lucile Masson         | 23. března 2022    |
| 68           | 14        | School Ties               | John Fortenberry | Royale Watkins a Kristina Woo           | 6. dubna 2022      |
| 69           | 15        | Fingers Crossed           | DJ Nash          | DJ Nash a Michelle Leibel               | 13. dubna 2022     |
| 70           | 16        | Lesson Learned            | Bille Woodruff   | Natalie Mercedes Smyka a Katie Scheines | 20. dubna 2022     |
| 71           | 17        | 60 Minutes                | Allison Miller   | Christopher Luccy a William H. Brown    | 27. dubna 2022     |
| 72           | 18        | Slipping                  | David Giuntoli   | Geoffrey Nauffts a David Marshall Grant | 4. května 2022     |
| 73           | 19        | Out of Hiding             | Tessa Blake      | Elizabeth Laime a Terrence Coli         | 11. května 2022    |
| 74           | 20        | Just in Case              | Joanna Kerns     | DJ Nash a Michelle Leibel               | 18. května 2022    |

### Pátá řada (2023)
| Č. v seriálu | Č. v řadě | Původní název      | Režie            | Scénář                                     | Premiéra v USA  |
| ------------ | --------- | ------------------ | ---------------- | ------------------------------------------ | --------------- |
| 75           | 1         | The Last Dance     | Joanna Kerns     | DJ Nash                                    | 8. února 2023   |
| 76           | 2         | Think Twice        | John Fortenberry | Terrence Coli a Elizabeth Laime            | 15. února 2023  |
| 77           | 3         | In the Room        | Joanna Kerns     | Christopher Luccy a Natalie Mercedes Smyka | 22. února 2023  |
| 78           | 4         | A Bird in the Hand | Richard J. Lewis | DJ Nash a Michelle Leibel                  | 1. března 2023  |
| 79           | 5         | No Place Like Home | Romany Malco     | Susan Jaffee a Katie Scheines              | 8. března 2023  |
| 80           | 6         | Mic Drop           | David Warren     | Elizabeth Laime a Jessie Stegner           | 15. března 2023 |
| 81           | 7         | Spilled Milk       | Joanna Kerns     | DJ Nash a Royale Watkins                   | 22. března 2023 |
| 82           | 8         | Dear Diary         | Rebecca Asher    | Terrence Coli a Lily Citrin                | 29. března 2023 |
| 83           | 9         | Father's Day       | DJ Nash          | Michelle Leibel a M.D.J. Clarke            | 5. dubna 2023   |
| 84           | 10        | The Salesman       | Christina Moses  | Terrence Coli a Katie Scheines             | 12. dubna 2023  |
| 85           | 11        | Ironic             | bude oznámeno    | DJ Nash a Michelle Leibel                  | 19. dubna 2023  |
| 86           | 12        | Tough Stuff        | bude oznámeno    | Terrence Coli a Elizabeth Laime            | 26. dubna 2023  |
| 87           | 13        | One Big Thing      | bude oznámeno    | DJ Nash a James Roday Rodriguez            | 3. května 2023  |

## Produkce

### Vývoj
Dne 18. srpna 2017 získala stanice ABC práva na nový televizní seriál zvaný A Million Little Things, jehož tvůrcem je DJ Nash. Ten na seriálu působí společně s Aaronem Kaplanem a Danou Honor také jako výkonný producent. Tón seriálu byl přirovnán k filmu Velké rozčarování a jeho název vychází z přísloví „Friendship isn't a big thing – it's a million little things.“ (v češtině „Přátelství není velká věc. Je to milion drobností.“). Nash přišel s nápadem na seriál po jeho komediálním pilotu Losing It. K tomu řekl: „V komedii se někdy musíte omlouvat za přidání dramatu, proto jsem byl tak nadšený, když jsem viděl, že se ABC pustila do dramatu s komediálními prvky.“ ABC objednalo produkci pilotního dílu v lednu roku 2018 a oficiálně seriál do svého programu zařadila dne 9. května 2018. Seriál je produkován společnostmi ABC Signature a Kapital Entertainment. V říjnu 2018 bylo oznámeno, že seriál získal plnou řadu se 17 díly.
Během tiskové konference Asociace televizních kritiků pořádané 5. února 2019 bylo oznámeno, že seriál získal druhou řadu. Dne 8. srpna 2019 byla stanicí ABC objednána plná druhá řada o celkovém počtu 19 dílů. Produkce třetí řady byla oznámena 21. května 2020. Tvůrce seriálu Nash na panelu PaleyFest New York odhalil, že témata pandemie covidu-19 a hnutí Black Lives Matter budou součástí třetí řady. Dne 14. května 2020 byla stanicí ABC objednána čtvrtá řada, kterou bude tvořit 20 epizod.

### Casting
Dne 6. února 2018 byl do role Eddieho obsazen David Giuntoli. O týden později byl do role Romeho obsazen Romany Malco. Na konci února byla do role Ashley obsazena Christina Ochoa, společně s Anne Son jako Katherine, Christinou Moses jako Reginou Howard a Jamesem Rodayem jako Garym. Na začátku března roku 2018 se k obsazení seriálu přidala Stéphanie Szostak jako Deliah a Lizzy Greene jako Sophie Dixon. Téhož měsíce bylo oznámeno, že se k obsazení přidá také Ron Livingston v blíže nespecifikované roli; v květnu bylo odhaleno, že si zahraje roli Jona. Dne 27. června 2018 byla herečka Grace Park obsazena do role Katherine a nahradila tak Anne Son, jež si postavu zahrála v pilotním díle.

### Natáčení
Produkce pilotního dílu probíhala mezi 12. a 29. březnem 2018 ve Vancouveru v Britské Kolumbii. Natáčení první řady začalo dne 24. července 2018 a skončilo 4. února 2019. Druhá řada se natáčela od 19. června 2019 do 19. února 2020. Natáčení třetí řady probíhalo mezi 27. srpnem 2020 a 12. květnem 2021. Produkce čtvrté řady začala dne 27. července 2021 a měla by skončit 13. dubna 2022.

## Vydání
Pilotní díl seriálu A Million Little Things měl premiéru dne 26. září 2018. Premiéra druhé řady se uskutečnila 26. září 2019. Třetí řada byla premiérově vysílána od 19. listopadu 2020 a čtvrtá řada od 22. září 2021.